# Baron Ebury

Ursprüngliches Wappen der Barone Ebury

Baron Ebury, of Ebury Manor in the County of Middlesex, ist ein erblicher britischer Adelstitel in der Peerage of the United Kingdom.

## Verleihung
Der Titel wurde am 15. September 1857 für den Politiker Lord Robert Grosvenor geschaffen. Dieser war ein jüngerer Sohn des Robert Grosvenor, 1. Marquess of Westminster.
Sein Ururenkel, der 6. Baron, erbte am 1. Oktober 1999 beim Tod seines Cousins vierten Grades auch die Titel 8. Earl of Wilton und 8. Viscount Grey de Wilton. Die Baronie Ebury ist seither ein nachgeordneter Titel des jeweiligen Earls.

## Liste der Barone Ebury (1857)
- Robert Grosvenor, 1. Baron Ebury (1801–1893)
- Robert Grosvenor, 2. Baron Ebury (1834–1918)
- Robert Grosvenor, 3. Baron Ebury (1868–1921)
- Francis Grosvenor, 4. Baron Ebury (1883–1932)
- Robert Grosvenor, 5. Baron Ebury (1914–1957)
- Francis Grosvenor, 8. Earl of Wilton, 6. Baron Ebury (* 1934)